# 台南市立体育場
台南市立体育場（たいなんしりつたいいくじょう、中国語: 台南市立體育場）は台湾台南市南区にあるスポーツ施設である。野球場・陸上競技場、サッカー場の他、インドアプール等からなる総合運動公園である。

## 概要
1928年の昭和天皇の即位の礼挙行を記念して建設された総合運動公園である。1948年（民国37年）10月の接収当時は陸上競技場、野球場、テニスコート、水泳場のみであった。現在台南市政府教育局の管理運営で、陸上競技場、野球場、サッカー場、ラグビー場、プール、クレー射撃場、自転車競技場等が整備された。また公園として観音蓮池や噴水なども整備されている。

## 施設
陸上競技場
開場当初からあった施設の一つ。1978年（民国67年）に拡張工事を行ったが、1982年（民国71年）にトラックをイタリアのモンド社製に張り替え、スタンドの塗装も行った。
設備は400mトラック8レーンと補助レーン、スタンドはメインスタンドがFRP製シートが1,350席、その他がアルミ製座席が7,000席ある。その他事務所、貴賓室、プレスルーム、器材室を備える。
大型イベントなどが無い時には一般に無料開放されている。
野球場
ナイター施設を備える野球場で、現在統一セブンイレブンライオンズの本拠地球場となっている。
サッカー場
サッカー専用の球技場。ピッチは天然芝で観客収容人数は15,000人。台湾のトップリーグである台湾社会人甲級サッカーリーグの開催地の一つとなっている。1982年（民国71年）にスタンドにアルミ製座席を設置した。
ラグビー場
台湾では唯一のラグビー専用球技場で、1970年（民国59年）に台南市で開催された第二十五回台湾省運動会の会場の一つとして建設された。ピッチは天然芝でピッチサイズが150mX75m、観客収容人数は20,000人。
ラグビー台湾代表の試合等にも使用される。

## 交通アクセス
台南駅より市営バス5系統に乗車、体育公園下車、或いは2系統に乗車、南門路下車，徒歩3分。